# LI. Gebirgs-Armeekorps
LI. Gebirgs-Armeekorps var en tysk armékår för strid i bergsterräng under andra världskriget. Kåren sattes upp den 15 augusti 1943.

## Befälhavare
Kårens befälhavare:
- General der Gebirgstruppe Valentin Feuerstein 25 augusti 1943–1 januari 1945
- General der Artillerie Friedrich-Wilhelm Hauck 1 januari 1945–7 maj 1945

Stabschef:
- Oberst Hermann Berlin 25 juli 1944–15 september 1944
- Oberst Georg Gartmayr 15 september 1944–3 april 1945
- Oberstleutnant Gernot Nagel 3 april 1945–1 maj 1945